# Vaucresson
Vaucresson ist eine französische Gemeinde mit 8506 Einwohnern (Stand 1. Januar 2022) im Westen von Paris. Sie ist 13,9 Kilometer vom Pariser Stadtzentrum entfernt. Die Einwohner werden Vaucressonnais genannt. Vaucresson ist die westlichste Gemeinde des Départements Hauts-de-Seine.

## Baudenkmäler
Siehe: Liste der Monuments historiques in Vaucresson

## Persönlichkeiten
- Jean Ferrat (1930–2010), Sänger und Autor
- Yves du Manoir (1904–1928), Rugbyspieler
- Jürgen Wild (* 1961), deutscher Offizier und Manager; lebt in Vaucresson
- Lou Adler (* 1996), Tennisspielerin